# Kynortas
Kynortas (Κυνόρτας, Cynortas, Cynortes) - w mitologii greckiej był królem Sparty. Syn Amyklasa i ojciec Ojbalosa.